# پیتر بولز
پیتر بولز (انگلیسی: Peter Bowles؛ ‏ ۱۶ اکتبر ۱۹۳۶ – ۱۷ مارس ۲۰۲۲) بازیگر اهل بریتانیا بود. وی از سال ۱۹۵۶ میلادی تا ۲۰۲۱ مشغول فعالیت بود.
از فیلم‌ها یا برنامه‌های تلویزیونی که وی در آن نقش داشته‌است، می‌توان به خرده‌پولی از بهشت، آرایشگر شیطانی خیابان فلیت، آگراندیسمان، دزدی بانک، شب بی‌پایان، پرنده آزاد، موزون، کِـرِز و ناپلئون و عشق اشاره کرد.